# Kortene på bordet
Kortene på bordet (en.: Cards on the Table) er en Agatha Christie krimi fra 1936, hvor Hercule Poirot deltager i et middagsselskab. Efter middagen sidder værten i en stol og iagttager fire formodede mordere, der spiller bridge, mens oberst Race, politiinspektør Battle, kriminalforfatterinden Ariadne Oliver og Poirot spiller i et andet rum i huset. I løbet af aftenen bliver værten dolket. Det er en af de meget få af Christies romaner som er præcist tidsfæstet, idet det oplyses, at den foregår i 1937.

## Hovedpersoner

### Detektiver
- Hercule Poirot, som her får sin drøm om at opklare et drab ved et bridgeselskab opfyldt
- Ariadne Oliver, som her har sin første optræden i en Poirot - roman og bidrager til opklaringen ved hjælp af sin "kvindelige intuition"
- Oberst Race fra den engelske efterretningstjeneste
- Politiinspektør Battle, som tidligere har optrådt i De syv urskiver

### Mistænkte
- Anne Meredith - en ung, noget nervøs kvinde, som har en forkærlighed for "små fine ting"
- Dr. Roberts - en læge, som joker med at dræbe sine patienter, men er det kun en joke?
- Mrs. Lorrimer - en ekspert i bridgeteori, som Poirot komplimenterer som "en af de mest intelligente kvinder, jeg har mødt".,[3]
- Johnny Despard - Opdagelsesrejsende, som er vant til at tackle farefulde situationer; men skød han sin arbejdsgiver?

### Andre
- Mr. Shaitana - vært og offer
- Rhoda Dawes - Anne Merediths veninde
- Mrs Luxmore - et måske ikke helt pålideligt vidne

## Plot
Poirot burde som tilstedeværende ved selskabet have et forspring i opklaringen af drabet på den mystiske  Shaitana, som har et sadistisk motiv til at samle de fire drabsmistænkte bridgespillere, hvoraf én må have begået forbrydelsen. Læseren præsenteres imidlertid for flere overraskelser, inden sagen er endeligt opklaret.
I ABC Mordene fra 1935 udtaler Poirot, at hvis han selv kunne vælge en interessant forbrydelse, ville han netop vælge en, hvor en vært ved et selskab bliver dræbt af en bridgespillende gæst. . Hastings viste imidlertid ikke nogen interesse for dette særlige plot, så det er nok udmærket, at han ikke er blandt personerne i Kortene på bordet.
I forordet til denne roman gør Christie opmærksom på, at 9 ud af 10 krimier er konstrueret, så den mindst sandsynlige person er morderen. I denne bog, hævder hun, er alle mistænkte lige sandsynlige og under givne omstændigheder, kan enhver af dem have begået mordet.  En ekstra dimension tilføres handlingen, idet detektiverne også forsøger at udrede, om Shaitanas påstand om, at alle fire har begået mord tidligere og er sluppet godt fra det, er sand eller falsk. De deler afhøringerne af de mistænkte mellem sig, og Det lykkes dem at finde frem til nogle mystiske dødsfald, som kan have forbindelse til de fire mistænkte.
Battle finder ud af, at Dr. Roberts har haft en klient, som døde ret pludseligt.. Mrs. Oliver opdager, at en af Anne Merediths tidligere arbejdsgivere omkom som følge af en forgiftning.. Major Despard har ifølge et vidne skudt sin arbejdsgiver..Ingen af disse dødsfald har dog været efterforsket som mord tidligere. Sagen kompliceres, da Mrs. Lorrimer overfor Poirot tilstår drabet på Shaitana,, men Poirot afviser tilståelsen som falsk, fordi den ikke passer med hans teorier. Da Mrs. Lorrimer bemærker, at ingen altid kan have ret, svarer Poirot:
"Jeg kan. Jeg har altid ret. Det er så uforanderligt, at det forbløffer mig."
Poirot beviser på trods af tilståelsen, at det er en af de andre, der står bag drabet på Shaitana. Hans mistanke er fortrinsvis baseret på at studere bridgeregnskaberne. Med hjælp fra de øvrige efterforskere finder han også frem til sandheden om de øvrige mystiske dødsfald.

## Anmærkninger
Den er den eneste af Christies romaner, hvori de fire efterforskere optræder samtidigt; men Poirot møder ved forskellige lejligheder alle de tre andre. En af de mere markante personer optræder også i Den gustne hest, som er den eneste roman, hvori Mrs. Oliver har en rolle uden at hendes ven Poirot deltager i efterforskningen. Mrs. Oliver udtrykker i løbet af opklaringsprocessen lede ved sin finske detektiv og afslører, at hun får breve fra finske læsere, som påpeger fejl og mangler i hendes beskrivelser af Finland. 
Christie afslører i denne roman pointen i Mordet i Orientekspressen 

## Anmeldelser
Bogen er meget underholdende og plottet betegnes som et af hendes bedste.  Med kun fire mistænkte har læseren bedre mulighed end sædvanligt for at gætte morderens identitet, men bridgespillere burde have et forspring. 

## Bearbejdning
Kortene på bordet er en episode i den TV-serie om Poirot med David Suchet i hovedrollen. Den blev vist i England 11. december 2005, og har ligeledes været vist i den genudsendelse af serien, som DR har foretaget i 2009 og senest 5. april 2011.  Normalt er serien trofast overfor Christies oprindelige plot, men i dette tilfælde er en person, der i bogen er et uskyldigt offer for et mordforsøg, i stedet en hårdkogt morder.  Politiinspektør Battle er erstattet af en kommissær Wheeler, og også i en række andre, måske mindre vigtige scener har instruktøren benyttet sig af den "kunstneriske frihed". 

## Danske Udgaver
- Carit Andersen (De trestjernede kriminalromaner,bind 12); 1954.
- Carit Andersen (De trestjernede kriminalromaner,bind 38); 1971.
- Forum Krimi (Agatha Christie, bind 38; 1976). ISBN 87-553-0498-2
- Peter Asschenfeldts nye Forlag; bogklub. udgave; 1999. ISBN 87-7880-279-2
- Peter Asschenfeldts nye Forlag; 2007. ISBN 978-87-7880-734-2